# Linus Olsson (fotbollsspelare född 1991)
Linus Robin Olsson, född 11 november 1991, är en svensk fotbollsspelare som spelar för Lunds BK. 
Under sin tid i Landskrona BoIS kallades han för Linus R. Olsson för att inte förväxla honom med hans namne i laget, Linus Olsson.

## Karriär
Hans moderklubb är Marieholms IS. Som 13-åring gick Olsson till Landskrona BoIS, där han kom att spela i A-laget (som anfallare och mittfältare) under säsongerna 2010-2012. Han medverkade i 41 seriematcher i Superettan och gjorde 2 mål. Efter det blev det en säsong i Trelleborgs FF där han spelade 25 matcher och gjorde 15 mål.
I januari 2014 skrev Olsson på för Akademisk Boldklub i danska andradivisionen. I juni 2016 lämnade han klubben. En månad senare skrev Olsson på för amerikanska Oklahoma City Energy. I februari 2017 värvades Olsson av Nykøbing FC, där han skrev på ett kontrakt fram till sommaren 2017. Andra halvan av 2017 spelade Olsson för isländska Fjölnir.
Inför säsongen 2018 gick Olsson till FC Rosengård. I december 2018 värvades Olsson av Landskrona BoIS, där han skrev på ett tvåårskontrakt. I augusti 2020 förlängde Olsson sitt kontrakt i Landskrona BoIS fram över säsongen 2022.
I januari 2023 värvades Olsson av Lunds BK.